# In a Reverie
In a Reverie è il primo album in studio del gruppo musicale italiano Lacuna Coil, pubblicato nel 1999 dalla Century Media Records.

## Tracce
Testi di Cristina Scabbia e Andrea Ferro, musiche di Marco Coti Zelati, eccetto dove indicato.
1. Circle – 3:55
2. Stately Lover – 4:51
3. Honeymoon Suite – 4:31
4. My Wings – 3:45
5. To Myself I Turned – 4:24 (musica: Waldemar Sorychta)
6. Cold – 4:18
7. Reverie – 6:20
8. Veins of Glass – 5:13
9. Falling Again – 5:07

## Formazione
- Cristina Scabbia – voce
- Andrea Ferro – voce
- Marco Coti Zelati – basso
- Marco Emanuele Biazzi – chitarra
- Cristiano Migliore – chitarra
- Cristiano Mozzati – batteria